# Victor Baltard
Victor Baltard (09 tháng 6 năm 1805 - 13 tháng 1 năm 1874) là một kiến trúc sư người Pháp.
Ông sinh ra ở Paris, con trai của kiến trúc sư Louis Baltard. Cho đến năm 1833, Baltard học tại École des Beaux-Arts, nơi ông giành được Prix de Rome cho thiết kế một trường quân sự trong 1833. Ông tiếp tục theo học tại Académie de France ở Rome, Ý, 1834-1838 dưới sự hướng dẫn của Jean Auguste Dominique Ingres. Từ năm 1849, ông là kiến trúc sư của thành phố Paris. Với vai trò này, ông chịu trách nhiệm phục dựng một số nhà thờ, cũng như việc xây dựng nhà thờ Saint-Augustin Paris (1860-1867), trong đó ông kết hợp các giá trị cấu trúc bằng đá và thép. Thành tích được biết đến nhiều nhất của ông, tuy nhiên, lại là việc xây dựng Les Halles, chợ trung tâm ở Paris, trong những năm 1851 đến năm 1857. Trong năm 1972 và 1973, tuy nhiên, công trình này đã bị đổ xuống một lần nữa. Một tòa nhà đơn (hoàn thành năm 1854) được phân loại là một di tích lịch sử và di chuyển đến Nogent-sur-Marne vào năm 1971, nơi ngày nay được gọi là Pavillon Baltard.